# Michael Herr
Michael David Herr (Lexington, 1940. április 13. – Delhi, 2016. június 23.) amerikai író és haditudósító, a Dispatches (1977) szerzőjeként ismert, amely az Esquire magazin vietnámi háború alatti tudósítójaként (1967–1969) szerzett emlékirata. A The New York Times Book Review szerint a könyv "a legjobb, amit a vietnami háborúról írtak". John le Carré regényíró szerint: "a legjobb könyv, amit valaha olvastam korunkban az emberekről és a háborúról".

## Élete és pályafutása
Herr a Kentucky állambeli Lexingtonban született egy ékszerész fiaként és a New York állambeli Syracuse-ban nőtt fel. Családja zsidó volt. Miután az 1960-as években az Esquire-nél dolgozott, 1971 és 1975 között nem publikált semmit. Aztán 1977-ben útnak indult Ted Nugent rockzenésszel és megírta az élményt a Crawdaddy magazin 1978-as címlapsztorijában. Szintén 1977-ben adta ki a Dispatches című művét, amelyről leginkább ismert.
Nevéhez fűződik Francis Ford Coppola 1997-es, Az esőcsináló című filmje narrációjának megírása. Korábban közreműködött Coppola 1979-es Apokalipszis most című filmjének narrációjában. Az Acéllövedék (1987) című film forgatókönyvét Stanley Kubrick rendezővel és Gustav Hasford íróval közösen írta. A film Hasford The Short-timers című regényén alapult és a forgatókönyvet Oscar-díjra jelölték. Herr együttműködött Richard Stanley-vel az 1996-os The Island of Dr. Moreau című film eredeti forgatókönyvének megírásában, amely H. G. Wells azonos című regényén alapul. Stanley azonban azt állítja, hogy a későbbi átírások Herr írói hitelébe kerültek, kihagyva a két író által készített anyag nagy részét.
Írt néhány cikket a Vanity Fairnek Stanley Kubrickról, amelyeket később beépítettek a Kubrick (2000) című rövidkönyvbe, amely a rendező személyes életrajza. Nem volt hajlandó szerkeszteni Kubrick utolsó filmjének, az Eyes Wide Shut (1999) forgatókönyvét.
Feleségével, Valerie-vel a New York állambeli Delhiben élt egészen 76 éves korában, 2016. június 23-án bekövetkezett haláláig.

## Művei
- Dispatches (1977) ISBN 0-679-73525-9
  - Jelentések – GABO, Budapest, 2018 · ISBN 9789634066255 · fordította: Varró Attila
- The Big Room: Forty-Eight Portraits from the Golden Age (1987) (with Guy Peellaert) ISBN 0-671-63028-8 (stories about Hollywood personalities including Judy Garland, Howard Hughes, Marilyn Monroe, Elvis Presley, Frank Sinatra and Walter Winchell(wd)[5])
- Walter Winchell: A Novel (1990) ISBN 0-679-73393-0 (biographical novel about the newsman Walter Winchell)
- Kubrick (Grove, 2000) ISBN 0-8021-3818-7 (based on essay for Vanity Fair)

## Egyéb információk
- Michael Herr az Internet Movie Database oldalon (angolul)

## Fordítás
- Ez a szócikk részben vagy egészben  a   Michael Herr című angol Wikipédia-szócikk fordításán alapul.  Az eredeti cikk szerkesztőit annak laptörténete sorolja fel. Ez a jelzés csupán a megfogalmazás eredetét és a szerzői jogokat jelzi, nem szolgál a cikkben szereplő információk forrásmegjelöléseként.